# Sarcophaga uliginosa
Sarcophaga uliginosa är en tvåvingeart som beskrevs av Kramer 1908. Sarcophaga uliginosa ingår i släktet Sarcophaga och familjen köttflugor. Arten har ej påträffats i Sverige. Inga underarter finns listade i Catalogue of Life.